# 贝特普伊
贝特普伊（法語：Betpouy，法語發音：[bɛtpwi]）是法国上比利牛斯省的一个市镇，位于该省东北部，属于塔布区。

## 地理
贝特普伊（43°16'30"N, 0°27'32"E）面积4.15 平方千米，位于法国奧克西塔尼大區上比利牛斯省，该省份为法国西南部内陆省份，北至热尔省，西接大西洋比利牛斯省，南与西班牙接壤，东临上加龙省。
与贝特普伊接壤的市镇（或旧市镇、城区）包括：阿尚、巴尔特、康皮藏、锡佐斯、奥尔冈、潘图、图尔努德旺、维约佐斯。

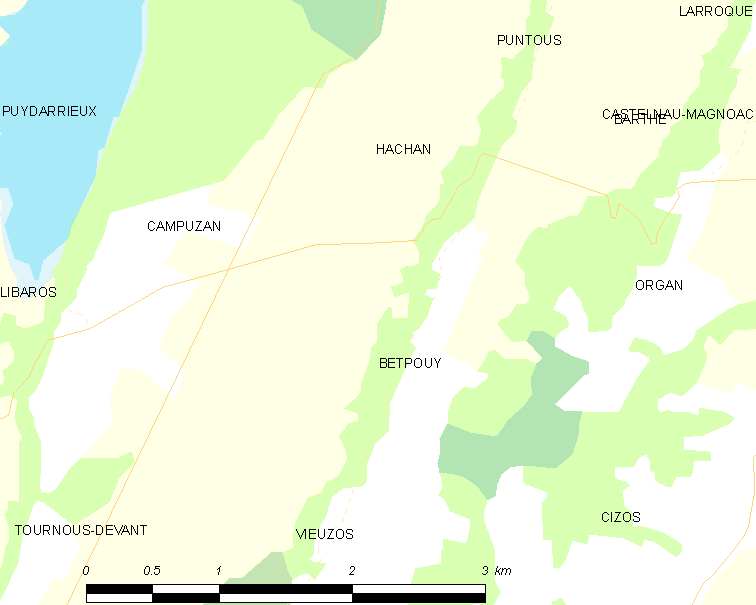
贝特普伊的OSM定位图

贝特普伊的时区为UTC+01:00、UTC+02:00（夏令时）。

## 行政
贝特普伊的邮政编码为65230，INSEE市镇编码为65090。

## 政治
贝特普伊所属的省级选区为山丘县。

## 人口

1962-2008年间贝特普伊人口变化图示

贝特普伊于2022年1月1日时的人口数量为74人。